# Le Dernier Vivant
Le Dernier Vivant est un roman de Paul Féval, paru en feuilleton dans le journal Le Courrier de France du 19 décembre 1871 au 28 avril 1872. L’histoire se déroule dans la seconde moitié du XIXe siècle en Normandie et à Paris.
Écrit peu après la défaite de 1870, il dénonce la corruption des fournisseurs d’équipement militaire qui, d’après Féval, sont responsables de la défaite française.
Ce roman se distingue du reste de l’œuvre de Féval par le mélange de plusieurs procédés littéraires : narration classique et épistolaire, focalisation interne mais utilisation du point de vue narratif de plusieurs personnages…

## Résumé
L’action, racontée par Geoffroy de Rœux peu de temps après la guerre franco-allemande de 1870, se déroule principalement à Paris et dans la campagne d’Yvetot, en Normandie ; elle commence en 1866 mais présente de nombreuses analepses.

### Première partie:Les Ciseaux de l’accusée

#### Le dossier de Lucien Thibault
En juillet 1866 le jeune diplomate Geoffroy de Rœux revient en France après avoir reçu une lettre de son ami d’enfance, le juge d’instruction Lucien Thibault, qui lui demande de le rejoindre au plus vite.

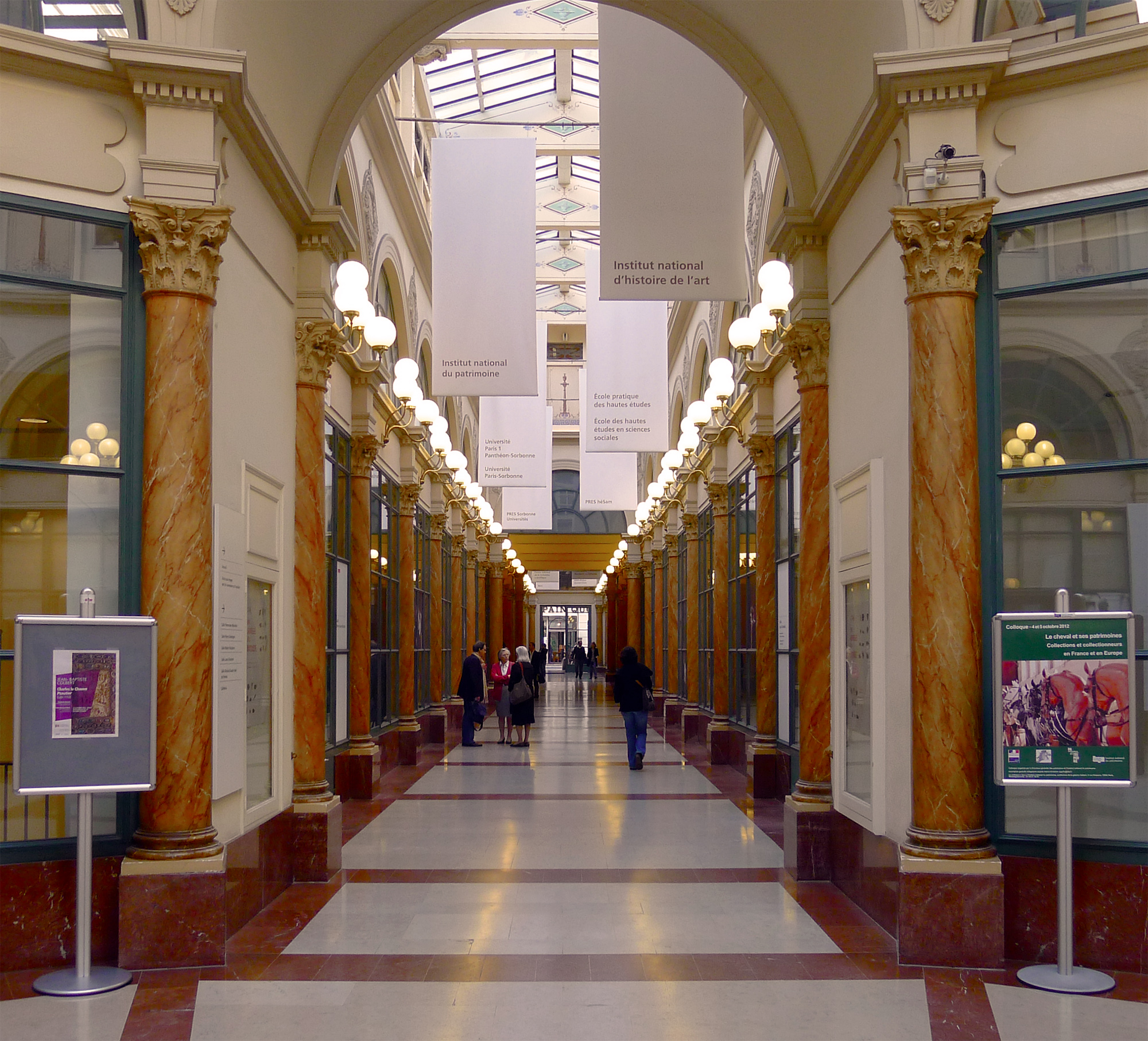
La maison de Jacques Louaisot de Méricourt, rue Vivienne, donne sur le Passage Colbert.

À Paris, Lucien est introuvable. Geoffroy finit par retrouver sa trace grâce à Jacques Louaisot de Méricourt, directeur d’une agence de renseignements : Lucien souffre d’un dédoublement de la personnalité et a été interné. Au cours d’une visite que lui rend Geoffroy, Lucien évoque son épouse, Jeanne, accusée de meurtre, et confie à son ami un dossier constitué de documents relatifs à la dernière affaire sur laquelle il a travaillé.
En se plongeant dans la lecture du dossier, Geoffroy découvre peu à peu la machination dont Lucien a été victime.
Au début des années 1860, Lucien quitte l’Université, où il a étudié le droit, et pour sa première affaire, plaide pour le baron Péry de Marannes contre l’épouse de celui-ci. Le baron, sexagénaire resté vert parce qu’incapable de mûrir, dépeint sa femme comme « une vieille femme avare et méchante qui le laiss[e] manquer du nécessaire » au jeune avocat naïf, qui réussit à lui obtenir l’administration des biens de celle-ci. Le baron meurt en 1864, ayant dilapidé sa fortune et celle de son épouse, ainsi qu’une somme d’argent que devait recevoir un enfant qu’il avait eu hors mariage. Le tribunal condamne alors Mme Péry de Marannes à payer les dettes du baron.
Quelques semaines plus tard, Lucien rencontre la jeune veuve du baron et leur fille Jeanne, dont il tombe immédiatement amoureux. Très vite, leur idylle est assombrie par une série de lettres anonymes que reçoit Lucien, accusant Jeanne d’être une fille perdue qui collectionne les amants, dont son cousin éloigné Albert de Rochecotte, un ami de Lucien, et qui cherche à l’épouser pour sa situation confortable. Dans le même temps, la rumeur de l’amourette de Lucien vient aux oreille de la mère de celui-ci, Mme Thibault, qui espère lui faire épouser un bon parti pour pouvoir marier ses deux filles encore célibataires, Célestine et Julie.
Bien que refusant de croire aux révélations des corbeaux, Lucien finit par écrire à Rochecotte pour lui demander s’il connaît ou non Jeanne. Rochecotte lui répond qu’il n’a jamais vu Jeanne mais qu’il a de son côté reçu une lettre anonyme l’avertissant que sa maîtresse, qu’il surnomme « Fanchette », serait sur le point d’épouser Lucien.
Au cours de sa lecture, Geoffroy constate, comme Lucien avant lui, une ressemblance entre l’écriture de certaines lettres anonymes et celle de la Marquise Olympe de Chambray, cousine éloignée d’Albert et de Jeanne, et amie d’enfance de Lucien dont celui-ci était amoureux quand il était adolescent.
En octobre 1864, l’oncle d’Albert de Rochecotte meurt. Celui-ci devient alors l’héritier d’un parent éloigné, le richissime Jean Rochecotte. Dans une lettre adressée à Lucien, il lui révèle que s’il mourait, Jeanne deviendrait une héritière potentielle de la fortune des Rochecotte.
Alors que Lucien commence à présenter les premiers signes de troubles de la personnalité, Mme Péry, qui a elle aussi reçu des lettres anonymes, se décide en mai 1865 à quitter Yvetot pour Paris avec Jeanne après avoir reçu deux lettres de Mme Thibault et de Me Ferrand, président du tribunal de première instance d’Yvetot et supérieur hiérarchique de Lucien, leur demandant de cesser toutes relations avec Lucien. En apprenant les raisons de leur départ, Lucien fait une première crise de démence dont il ne garde aucun souvenir. Olympe de Chambray se rend à son chevet, ce qui convainc immédiatement Mme Thibault que la riche veuve pourrait être prête à épouser son fils.
En juin 1865, Lucien reçoit une lettre du Dr Schontz l’informant que Mme Péry de Marannes est mourante et souhaite le voir. Lucien se rend immédiatement à Paris. En apprenant la nouvelle, Olympe écrit à M. Louaisot de Méricourt, qu’elle charge de retrouver Lucien au plus vite. Celui-ci lui apprend que Lucien a rendu visite Mme Péry de Marannes, qui vient de mourir. Olympe s’arrange aussitôt pour que Jeanne soit emmenée dans un couvent, avec ordre de ne la laisser voir aucun homme.

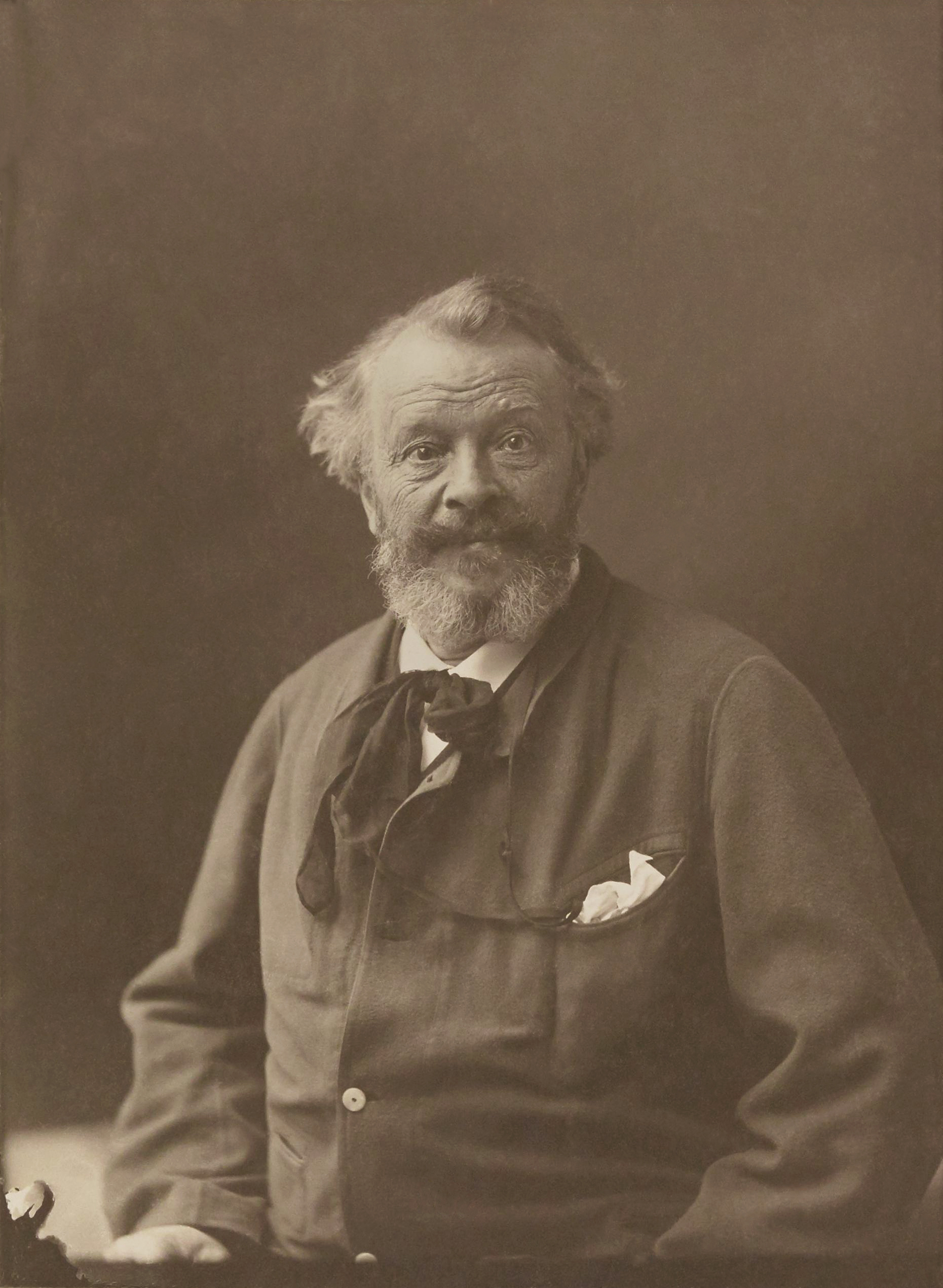
Jeanne est emmenée chez Nadar pour se faire photographier.

Le 1er juillet 1865, Jeanne reçoit une lettre signée Lucien lui demandant de le rejoindre aux Batignolles. Sur place, elle rencontre Pélagie Bochon, la domestique de Louaisot de Méricourt, qui lui fait croire que Mme Thibault a accepté le mariage et souhaite avoir une photographie de sa future bru. Peu après, Jeanne est droguée et séquestrée dans une maison qui n’est autre que celle de Louaisot de Méricourt, donnant sur le Passage Colbert.
De son côté, Louaisot envoie à Lucien deux lettres : la première, anonyme, évoque la disparition de Jeanne et lui conseille d’avertir Rochecotte qu’il doit se méfier de « Fanchonnette » ; la seconde, signée, lui demande de lui accorder un rendez-vous pour parler affaires.
Lucien se rend chez Louaisot et découvre une photographie de Jeanne. Louaisot lui apprend l’assassinat de Rochecotte (l’« affaire des ciseaux »), dont le principal suspect est Fanchette, et lui laisse entendre à mots couverts qu’Olympe de Chambray cache un lourd secret et que Lucien pourrait l’obliger à l’aider à épouser Jeanne en la menaçant d’un simple mot : le codicille.
Lucien, persuadé que Louaisot est responsable de la disparition de Jeanne, demande qu’une perquisition soit effectuée chez lui mais celui-ci a déjà envoyé Jeanne et Pélagie en lieu sûr à la campagne.
Alors que Geoffroy interrompt sa lecture pour aller dîner, il rencontre Louaisot, qui a déjà pris connaissance du dossier du Lucien et l’avertit que plus il avancera dans sa lecture, moins il comprendra de quoi il ressort. Peu après, Geoffroy découvre avec stupéfaction que la femme avec laquelle Louaisot avait rendez-vous à la sortie de l’Opéra n’est autre que Jeanne, dont il a vu une photographie chez Lucien et qu’il croyait disparue.
Geoffroy reprend sa lecture du dossier : alors que Lucien rentre à Yvetot, Olympe demande à Louaisot de garder Jeanne cachée encore quelques jours, alors que celui-ci souhaite mettre la police sur la piste de l’assassin de Rochecotte. Peu après son retour, Lucien rencontre Pélagie, qui lui amène Jeanne. Lucien cache la jeune fille pendant quelques jours puis se résout à supplier Olympe de l’aider à convaincre sa mère d’accepter Jeanne pour bru. Mais rendu furieux par le mépris qu’Olympe affiche pour la jeune fille, il finit par mentionner le codicille. Olympe comprend rapidement que Lucien ne sait en réalité rien de plus et le renvoie. Les jours suivants, elle tente de se réconcilier avec lui mais Lucien refuse de la voir.
Olympe, soupçonnant Louaisot d’avoir parlé à Lucien, lui demande si l’un de ses anciens employés, dénommé Martroy, est de retour en France. Elle finit par accueillir Jeanne chez elle. De son côté, Louaisot récupère une boîte à ouvrage que Jeanne avait vendu à la mort de sa mère mais qui pourrait devenir un élément à charge dans l’« affaire des ciseaux ».
Alors que Jeanne est introduite en société par Olympe, Mme Thibault accepte que Lucien l’épouse. Celui-ci reçoit une lettre d’un certain J.-B. Martroy, qui lui promet d’importants renseignements contre paiement, mais Lucien n’y répond pas.
À Paris, deux lettres anonymes adressées au juge Cressonneau aîné et au procureur impérial révèlent que Fanchette Hulot, l’assassin de Rochecotte, se trouve à Yvetot depuis le mois de juillet sous un nom d’emprunt et sera présente au mariage de Lucien Thibault, le 6 septembre. Cressonneau charge Amyntas Pivert, substitut du procureur, de l’arrestation.

#### La tontine des cinq fournisseurs
Le 6 septembre 1865, Lucien épouse Jeanne mais à la sortie de la mairie, Pivert reconnaît en celle-ci l’original de la photographie représentant Fanchette. Jeanne est arrêtée et incarcérée à la Conciergerie.
À Paris, Geoffroy interrompt sa lecture et découvre un exemplaire du journal Le Pirate, qui publie un roman intitulé La Tontine des cinq fournisseurs. En 1811, alors que se prépare la campagne de Russie, le gentilhomme ruiné Jean Rochecotte-Bocourt, le bedeau Jean-Pierre Martin, le maquignon Vincent Malouais et le déserteur Simon Roux, dit Duchesne, bientôt rejoints par le mendiant Joseph Huroux, décident de devenir fournisseurs de l’armée impériale française.
Très vite, ils parviennent à s’enrichir considérablement en vendant à l’État toutes sortes de fournitures de mauvaise qualité. Mais, incapables de partager équitablement le million de francs qu’ils ont gagné, les cinq associés se laissent convaincre par un notaire, Me Louaisot, de créer une tontine : jusqu’à la mort de Huroux, l’avant-dernier fournisseur, le 30 octobre 1859, le capital de la tontine atteint rapidement plusieurs millions. Jean Rochecotte étant le dernier vivant des cinq fournisseurs, son héritier direct était Albert de Rochecotte, suivi par Jeanne Péry de Marannes, alias Fanchette Hulot, puis une autre femme, dont l’auteur ne précise pas le nom mais qui reste seule héritière à la suite de l’assassinat d’Albert et la condamnation à mort par contumace de Jeanne.
En reprenant le dossier de Lucien, Geoffroy découvre que celui-ci, après avoir tenté en vain de convaincre Cressonneau de l’innocence de Jeanne a demandé à Louaisot de Méricourt de retrouver la mystérieuse Fanchette. Ce dernier découvre que J.-B. Martroy a de nouveau contacté Lucien mais que le jeune homme, souffrant d’une pleuropneumonie, n’a pas lu sa lettre. Une fois rétabli, Lucien, qui a quitté la fonction de juge pour devenir avocat, devient officiellement le défenseur de Jeanne.

### Deuxième partie:Le Défenseur de sa femme
Geoffroy interrompt sa lecture du dossier de Lucien et apprend que la mère d’Albert, la baronne de Frénoy, lui demande de retrouver Jeanne afin qu’elle soit exécutée pour le meurtre de son fils. Il obtient une entrevue avec Olympe. Celle-ci lui donne une lettre qu’Albert lui a écrite quelques jours avant sa mort et dans laquelle il lui révèle que « Fanchette n’est pas Fanchette » et qu’il soupçonne une machination des Péry de Marannes, héritiers après lui de Jean Rochecotte. Bien que l’écriture de la lettre soit semblable à celle d’Albert et que Geoffroy ait parfois soupçonné Jeanne et Fanchette d’être une seule et même personne, ce dernier conserve quelques soupçons quant à son authenticité en voyant Olympe la brûler.
Celle-ci lui annonce ensuite que Jeanne est morte et lui donne pour preuve une lettre « d’un médecin ou [du] curé » dont l’authenticité est indubitable. Malgré tout, Geoffroy soupçonne l’auteur de la lettre d’avoir été lui-même trompé quant au décès de Jeanne. Quand il demande à la marquise si elle croit à la culpabilité de Jeanne, celle-ci lui répond que personne n’est coupable mais que tous ces crimes sont l’œuvre d’un « démon ».
Sur le chemin du retour, Geoffroy fait la connaissance d’un certain « Calvaire » qui n’est autre que le mystérieux J.-B. Martroy, ancien clerc de Louaisot de Méricourt qui a vainement tenté de contacter Lucien. Calvaire-Martroy propose à Geoffroy de lui vendre ses mémoires, dans lesquelles il révèle « le dessous des cartes dans l’Affaire des Ciseaux ». Geoffroy accepte puis se rend à la clinique Chapart, où il apprend que Lucien a quitté l’établissement sans laisser de traces.
Rentré chez lui, Geoffroy reprend sa lecture. Lucien, devenu l’avocat de Jeanne, découvre peu à peu les preuves qui s’amoncellent contre elle : elle connaissait Albert de vue, savait qu’elle pourrait hériter de Jean Rochecotte et était à Paris le jour du meurtre. Lucien reçoit une lettre anonyme dont l’auteur lui propose de faire évader Jeanne et de se rendre à l’église Notre-Dame-des-Victoires donner une réponse à sa lettre par l’intermédiaire de la quêteuse.
Lucien répugne à faire évader Jeanne, persuadé qu’il pourra prouver à la cour que celle-ci est victime d’une machination. Il soupçonne Louaisot de Méricourt, qui connaît la troisième héritière, Olympe, d’avoir volé les ciseaux de Jeanne pour en faire l’arme du crime puis d’avoir racheté la boîte à ouvrage qu’elle avait vendue afin que la justice fasse le rapprochement avec la paire de ciseaux.
Une deuxième lettre conseille à Lucien de se rendre chez le Dr Schontz pour discuter de l’évasion de Jeanne. Il finit par s’y rendre et rencontre la quêteuse, voilée, qui a réglé tous les détails de l’évasion avec Schontz et demande à Lucien de se tenir près à emmener Jeanne en sécurité dès qu’elle aura quitté la prison. Il reçoit aussi une seconde lettre de Martroy, cette fois-ci signée Calvaire, mais n’y prête pas attention.
De retour à la prison, Lucien interroge Jeanne sur l’enfant naturel du baron Péry de Marannes. Alors qu’il avait jusque-là cru qu’il s’agissait d’un garçon, Jeanne lui révèle qu’il s’agit d’une fille, que Lucien soupçonne immédiatement d’être la mystérieuse Fanchette.
Dans la nuit du 2 au 3 octobre 1865, Jeanne s’évade avec l’aide d’un employé de la prison. Le lendemain, le cadavre d’un repris de justice est retrouvé étranglé sur le Quai de l’Horloge, non loin de la Conciergerie. Quelques jours plus tard, les journaux annoncent que l’employé complice de l’évasion a réussi à passer la frontière avant que la police puisse l’arrêter.
Le 3 décembre 1865, Jeanne est condamnée à mort par contumace. Après être resté alité plusieurs semaines, Lucien fait le récit de l’évasion de Jeanne : dans la nuit du 2 au 3 octobre, alors qu’il attend dans un fiacre à l’angle du Quai de l’Horloge et du Pont-Neuf, Jeanne et la quêteuse s’apprêtent à le rejoindre mais sont prises en chasse par plusieurs hommes. Dans la lutte qui s’ensuit, la quêteuse perd son voile et Lucien découvre avec stupeur qu’elle est le parfait sosie de Jeanne. Cette dernière est enlevée sous les yeux de Lucien, qui parvient à tuer l’un de leurs agresseurs, tandis que la quêteuse disparaît.
En février 1866, la quêteuse écrit à Lucien pour lui expliquer qu’elle continue de chercher Jeanne et qu’une fausse piste l’a menée en Amérique ; elle lui conseille en outre de prendre contact avec Martroy. Lucien, trop affaibli par sa maladie, ne trouve la lettre que bien plus tard. En avril, il décide d’écrire à Geoffroy pour lui demander de l’aide mais une crise l’empêche de poster la lettre. Il tente ensuite de contacter Calvaire-Martroy mais n’obtient pas de réponse.
Le 18 mai 1866, un jeune garçon ressemblant à Olympe apporte à Lucien une lettre de Jeanne : celle-ci affirme qu’elle ne peut pas lui révéler où elle se trouve mais qu’elle se porte bien. Lucien envoie sa lettre à Geoffroy mais celui-ci, alors à l’étranger, ne la recevra qu’au bout de plusieurs semaines.

#### Le manuscrit de J.-B. Martroy
Après avoir terminé la lecture du dossier de Lucien, Geoffroy reçoit la visite de Louaisot de Méricourt, qui lui affirme qu’il n’y a pas deux, mais trois sœurs dans l’Affaire des Ciseaux. J.-B. Martroy lui apporte son manuscrit contenant l’histoire de Jacques Louaisot de Méricourt.
Ce dernier est le fils unique de Me Louaisot, le notaire qui fut à l’origine de la création de la tontine et qui emploie le jeune Martroy. Louaisot a élevé son fils en lui répétant que la tontine devrait faire sa fortune. À l’âge de « dix-huit ou dix-neuf ans », Jacques fait part à son père du moyen qu’il a trouvé pour s’emparer en toute légalité de l’argent de la tontine : le seul des cinq fournisseurs dont les héritiers sont connus est le gentilhomme, Jean Rochecotte. Ses trois héritiers potentiels sont le comte de Rochecotte, père d’Albert, le baron Péry de Marannes et le marquis de Chambray. Les quatre fournisseurs roturiers doivent donc mourir avant Jean Rochecotte. Jacques a ensuite l’intention de faire épouser sa jeune voisine Olympe Barnod au marquis de Chambray afin qu’elle en ait un enfant qui deviendra à son tour héritier. Les héritiers Rochecotte et Péry de Marannes devront eux aussi mourir pour qu’Olympe et son enfant héritent, puis Jacques pourra épouser Olympe dès que celle-ci sera devenue veuve.
Vers 1845, alors que le baron Péry de Marannes se marie, Mme Barnod accouche d’une fille, Françoise, née de leur liaison. L’enfant est placée dans la famille Hulot et Mme Barnod confie au baron 50 000 francs destinés à assurer l’avenir de la fillette, mais celui-ci les dépense en quelques mois. Jacques, qui fréquente les Barnod, gagne leur confiance et celle d’Olympe.
Au bout de quelques années, Jacques prend le contrôle des affaires paternelles jusqu’à la mort de celui-ci. M. Barnod meurt, puis Mme Barnod en 1852. Par son testament, elle confie la tutelle de sa fille à Jacques, qui entreprend de faire se rencontrer Olympe et le marquis de Chambray. La même année, J.-B. Martroy apprend la mort de l’un des cinq fournisseurs, Jean-Pierre Martin. Bien que le décès soit jugé accidentel, Jacques est persuadé que le mendiant Huroux y est mêlé.
Le 24 décembre 1852, alors que sa mère et leur domestique sont à la messe de minuit, Louaisot viole Olympe, restée à la maison. Neuf mois plus tard, celle-ci accouche d’un garçon, à qui elle donne le prénom de Lucien et qui est confié à la mère de Louaisot, lequel s’en servira plus tard comme otage pour forcer Olympe à lui obéir.
Peu après la naissance, le marquis vient demander Olympe en mariage. Louaisot lui avoue l’existence de l’enfant et lui affirme qu’Olympe menace de se tuer s’il n’est pas reconnu et légitimé. Le marquis accepte, à condition que Louaisot quitte la région définitivement. Le mariage d’Olympe et du marquis est célébré peu après le départ de Louaisot pour Paris, où il fonde son agence de renseignement.
Au cours des années suivantes, Louaisot et Martroy rencontrent à l’hôpital de la Salpêtrière Laura Cantù, une ancienne saltimbanque devenue folle depuis la mort de son fils. Bien que généralement inoffensive, elle fait preuve d’une démence meurtrière envers ceux qu’elles croient coupables de la mort de son fils. Louaisot décide donc de lui rendre visite régulièrement afin d’en faire l’arme du crime idéale. Au cours de son séjour à Paris, il remarque pour la première fois la ressemblance frappante entre Françoise Hulot et sa demi-sœur Jeanne Péry de Marannes.
Entre-temps, deux autres fournisseurs, Simon Roux et Vincent Malouais, sont tués par Joseph Huroux, qui fait passer leurs morts pour des accidents. Le marquis de Chambray, miné par l’indifférence d’Olympe, tombe gravement malade. À l’article de la mort, il rédige un testament par lequel il déshérite Olympe et son fils en faveur de Jeanne. Louette, la femme de chambre d’Olympe, fait prévenir Louaisot, qui revient à Méricourt avec Martroy et organise une audacieuse supercherie pour annuler le testament.
Alors que le marquis vient de mourir, Louaisot, avec la complicité réticente de Martroy, Louette et Olympe, rédige un codicille qui fait d’Olympe et de son fils les héritiers de tous les biens « présents et à venir » du marquis, afin d’assurer leur place dans la succession de la tontine. La supercherie fonctionne mais Louaisot emmène son fils avec lui afin de continuer à contrôler Olympe. J.-B. Martroy, effrayé par le crime dont il s’est rendu complice et les menaces de Louaisot, s’enfuit mais continue de surveiller son ancien patron de loin.
En août 1859, alors que Joseph Huroux devient de plus en plus menaçant, Louaisot place Laura Cantù chez Jean Rochecotte. Le soir du 30 août 1859, Laura tue Huroux avant que celui-ci puisse assassiner Rochecotte. Louaisot fait ensuite déplacer le cadavre pour éviter que la police ne soupçonne Rochecotte.
Tout en préparant la suite des évènements, Louaisot reste en contact avec Françoise Hulot, devenue la maîtresse d’Albert de Rochecotte et complètement ignorante des véritables intentions de Louaisot. Le 5 juillet 1865, alors qu’Albert et Fanchette déjeunent au restaurant Les Tilleuls, au Point-du-Jour, Louaisot fait croire à Laura Cantù qu’Albert est l’assassin de son enfant et l’introduit dans le cabinet particulier que les deux amants ont réservé. Auparavant, un complice de Louaisot, engagé comme serveur au restaurant, a drogué les verres du couple et laissé dans la pièce un mouchoir aux initiales de Jeanne et un étui contenant six photographies de cette dernière. Laura étrangle Albert puis, conformément aux ordres de Louaisot, le poignarde avec les ciseaux de couture volés à Jeanne. À son réveil, Fanchette découvre Albert mort et s’enfuit.
J.-B. Martroy révèle ensuite qu’Olympe s’est mise en relation avec Fanchette après l’arrestation de Jeanne. Fanchette, déterminée à prouver l’innocence de sa demi-sœur, est entrée en contact avec Louaisot, qui a suggéré l’idée de l’évasion pour pouvoir faire enlever Jeanne. Olympe a ensuite aidé Fanchette à mettre sur pied l’évasion. Malgré tout, la marquise répugne de plus en plus à obéir à son complice.

#### Le dénouement
Après avoir lu le manuscrit de Martroy, Geoffroy reçoit plusieurs lettres, dont une de Martroy, qui lui annonce que Louaisot a retrouvé sa trace et cherche à se débarrasser de lui, et une autre de Louaisot lui-même : celui-ci n’a pas réussi à retrouver Lucien et confie à Geoffroy une lettre cachetée à remettre à Lucien ou à lire lui-même s’il n’a pas retrouvé son ami dans les vingt-quatre heures.
Geoffroy se rend chez Me Cressonneau, qu’il tente vainement de convaincre de l’innocence de Jeanne. De retour chez lui, il retrouve Lucien. Celui-ci a lu la lettre de Louaisot, qui annonce qu’il va entamer « une partie suprême » et qu’il ne peut que réussir ou mourir. Il a chargé sa domestique Pélagie de révéler à Lucien l’endroit où est retenue Jeanne s’il ne lui a pas donné signe de vie avant 21h00 le 30 juillet. Pélagie arrive peu après avec la dernière lettre de Louaisot : celui-ci indique que Jeanne est enfermée dans les caves de la propriété de Jean Rochecotte, située rue du Rocher, et annonce qu’Olympe voulait faire tuer Jeanne et Fanchette pour éviter qu’elles ne parlent et qu’il a voulu l’en empêcher.
Alors que Lucien et Geoffroy s’apprêtent à secourir Jeanne et Fanchette, l’épouse de Martroy leur apporte une dernière lettre de ce dernier, qui a été assassiné par Laura Cantù. Dans cette lettre, Martroy explique que sa femme a surpris une dispute entre Louaisot et Olympe. Celle-ci refuse de faire tuer Jeanne et d’épouser Louaisot, menaçant de se tuer pour l’empêcher de toucher l’héritage.
Lucien fait venir Me Ferrand afin de lui prouver l’innocence de Jeanne. Lucien, Geoffroy et Ferrand se rendent rue du Rocher. À leur arrivée, ils découvrent le corps de Louaisot, qu’Olympe a fait étrangler par Laura. Celle-ci fait ensuite croire à la folle qu’elle est la véritable responsable de la mort de son fils et Laura la tue à son tour. Lucien pardonne à Olympe mourante, qui a préféré perdre son propre fils plutôt que laisser Louaisot tuer Jeanne et Fanchette.
Fanchette explique qu’après l’évasion et l’enlèvement de Jeanne, elle a demandé des comptes à Louaisot, qui a accusé la marquise d’être le cerveau de l’opération. Mais celui-ci, jugeant Fanchette trop dangereuse, a fini par l’emprisonner avec Jeanne dans les caves habitées par Laura Cantù, après lui avoir donné rendez-vous à la sortie de l’Opéra : c’est en fait Fanchette, et non Jeanne, que Geoffroy a aperçue ce soir-là. Comme Olympe refusait de faire tuer les deux demi-sœurs et de l’épouser, Louaisot l’a menacée de tuer leur propre enfant si Olympe n’obtempérait pas. Olympe ne cédant pas, il l’a alors fait enfermer avec les deux autres, sans qu’elle sache s’il avait vraiment tué leur fils. En dernier recours, Olympe a fait tuer Louaisot par Laura puis, craignant que Lucien la croie toujours coupable, a poussé la folle à la tuer à son tour.
Ayant ramené le corps d’Olympe à l’intérieur de la maison, Geoffroy et les autres assistent à la mort du vieux Jean de Rochecotte. Jeanne devient l’unique héritière de la fortune mais Lucien lui annonce qu’il préfère renoncer à elle si elle accepte cet argent mal acquis. Les millions du dernier vivant sont rendus à l’État et Jeanne innocentée. Deux ans plus tard, elle hérite de la mère d’Albert de Rochecotte, la baronne de Frénoy, qui a fait d’elle sa légataire universelle.

## Personnages
Lucien Thibault : « jeune magistrat à la santé physique et mentale fragile, entouré de sa mère et de ses sœurs », il serait, selon Léa Chaillou, un double de Féval lui-même. Honnête mais naïf, il tombe amoureux de Jeanne mais devient un obstacle à détruire coûte  que coûte pour Louaisot de Méricourt. D’un tempérament très doux, il est néanmoins sujet à des accès de violence lors de ses crises ou quand Jeanne est menacée.
Geoffroy de Rœux : apprenti diplomate, il a connu Lucien à l’université. Il se considère comme un célibataire-né, mais finit par s’éprendre d’Olympe avant la mort de celle-ci. Meilleur ami de Lucien, qui lui a sauvé la vie quand ils étaient adolescents, il décide de lui venir en aide avant même de découvrir la machination dont il est victime. C’est en découvrant la vérité au sujet d’Olympe qu’il tombe amoureux d’elle mais il ne pourra pas l’empêcher de se tuer.
Jacques Louaisot de Méricourt : fils unique de Me Louaisot, il grandit avec l’affaire de la tontine, selon les propres mots de Martroy. Obsédé par la fortune qu’elle représente, il met sur point une machination diabolique pour s’en emparer. Dès lors, toute sa vie est consacrée à ce qu’il appelle « l’affaire ». Lisant « cinq ou six langues aussi couramment que le français », connaissant la philosophie, les mathématiques et la criminologie, il ne néglige rien pour mener à bien son projet, allant même jusqu’à apprendre la ventriloquie. Ayant dû quitter Méricourt après avoir révélé au marquis de Chambray sa liaison avec Olympe, il s’installe rue Vivienne, près du Passage Colbert. Bel homme volontairement enlaidi à la voix de basse-taille qui lui vaut d’être comparé au célèbre Levasseur, il est décrit par les différents personnages comme un être dépourvu de scrupules et de sentiments, sauf peut-être pour son fils naturel Lucien, qu’il n’hésite pourtant pas à prendre en otage pour s’assurer de l’obéissance d’Olympe. Quand celle-ci se montre de plus en plus réticente, il commence l’écriture du roman La Tontine des cinq fournisseurs, dont il envoie les épreuves à Geoffroy afin de tourner les soupçons de ce dernier sur la marquise et forcer celle-ci à lui obéir. Après avoir fait assassiner Joseph Huroux et Albert de Rochecotte par Laura Cantù, il meurt étranglé par celle-ci, sur l’ordre d’Olympe.
Olympe de Chambray : amie d’enfance de Lucien Thibault, dont elle est amoureuse depuis toujours. Elle devient, dès l’âge de sept ans environ, le moyen par lequel Jacques Louaisot de Méricourt espère s’emparer de la fortune de Jean Rochecotte. Violée par celui-ci, elle est ensuite séparée de son enfant et mariée au marquis de Chambray. Toujours amoureuse de Lucien, elle devient jalouse de Jeanne quand elle découvre l’idylle qui s’est nouée entre ces derniers. Elle accepte alors d’aider Louaisot à faire accuser la jeune fille afin de devenir plus riche encore à défaut d’être aimée. Ambidextre et capable d’écrire « aussi lestement de la main gauche que de la main droite », elle est l’autrice d’une partie des lettres anonymes reçues par Lucien. Prise de remords, elle finit par refuser d’aider Louaisot, qui l’enferme avec Jeanne et Fanchette dans le souterrain habité par Laura Cantù. Elle manipule alors celle-ci pour qu’elle tue Louaisot, puis se suicide en poussant Laura à la tuer son tour. Au cours du roman, le lecteur découvre qu’Olympe est en réalité la fille illégitime de Mme Barnod et Me Ferrand.

Selon Léa Chaillou, la relation qu’entretiennent Olympe et Louaisot n’est pas sans évoquer celle de Sarah de Geldberg et José Mira dans Le Fils du diable, écrit 27 ans plus tôt.

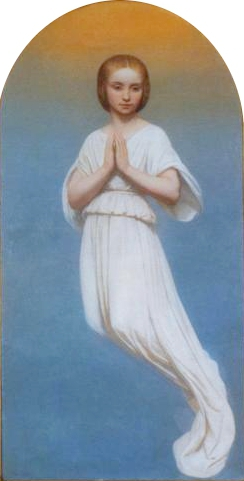
Jeanne est comparée à « une âme d’Ary Scheffer » par Geoffroy.

Jeanne Péry de Marannes : fille légitime du baron Péry de Marannes, elle devient la seconde héritière de la tontine, après Albert de Rochecotte. Dès sa naissance, elle est un obstacle à la succession d’Olympe et de Louaisot. Elle en veut d’abord à Lucien d’avoir condamné sa mère à payer les dettes de son père mais Mme Péry de Marannes la convainc de lui pardonner. Tombée amoureuse de Lucien, elle devient sans le savoir la rivale d’Olympe, qui accepte alors d’aider Louaisot par jalousie. Très naïve, elle se laisse facilement piéger par ceux-ci mais croit fermement que son innocence sera reconnue malgré les éléments à charge. L’idée d’être emmenée au tribunal « entre deux gendarmes » lui faisant toutefois horreur, elle pousse Lucien à accepter la proposition d’évasion de la quêteuse. Enlevée par des hommes engagés par Louaisot au cours de l’évasion, elle est emprisonnée pendant plusieurs mois, d’abord seule puis avec Fanchette et Olympe. Délivrée par Lucien et Geoffroy, elle renonce à l’héritage du « Dernier vivant » mais hérite deux ans plus tard de la mère d’Albert.
Françoise Hulot, dite Fanchette : fille naturelle du baron Péry de Marannes et de Mme Barnod, elle est élevée par la famille Hulot. Elle reçoit régulièrement des visites de son père, qui a dilapidé l’argent que sa mère voulait mettre de côté pour elle, mais fera toujours preuve d’honnêteté malgré le manque d’éducation qu’elle a reçu. Elle tombe amoureuse d’Albert de Rochecotte, dont elle devient la maîtresse. Après l’assassinat de ce dernier, elle s’enfuit, craignant d’être arrêtée, mais l’arrestation de Jeanne la pousse à contacter Louaisot, qu’elle connaît depuis plusieurs années et dont elle ne soupçonne pas les véritables intentions. Elle tente de faire évader Jeanne, puis de la retrouver après son enlèvement. Devenue trop dangereuse au goût de Louaisot, elle est ensuite emprisonnée avec sa demi-sœur.
Jean-Baptiste Martroy, dit Calvaire : orphelin élevé et employé chez Me Louaisot, il est au courant de tout ce qui se trame à l’étude, devenant à la fois complice malgré lui de Jacques Louaisot mais aussi une menace pour ce dernier. Après la mascarade du codicille, il s’enfuit, mais continue de surveiller Louaisot afin de se tenir au courant de l’évolution de l’affaire de la tontine. Louaisot finit par retrouver sa trace après qu’il a contacté Geoffroy et le fait tuer par Laura Cantù.
Maître Ferrand : juge honnête et respecté de tous, il cache un secret depuis plusieurs années puisqu’il est le père biologique d’Olympe. Bien qu’il ait vu la photographie de Jeanne, il ne la dénonce pas aux autorités alors qu’elle est hébergée par Olympe, laissant à son substitut Amyntas Pivert le soin de la retrouver et de l’arrêter.
Madame Thibault, Célestine et Julie Thibault : la mère et les sœurs de Lucien Thibault sont obsédées par l’idée de lui trouver un bon parti qui permettra ensuite à Célestine et Julie de se marier à leur tour. Après l’arrestation et la condamnation de Jeanne, Mme Thibault tente de faire annuler le mariage de son fils, allant jusqu’à demander de l’aide à Geoffroy lui-même. Selon Albert de Rochecotte, Célestine est une « bonne fille » mais mauvaise langue (« des râpes dans la bouche »). Julie est une jeune femme romantique, au grand désespoir de sa mère, qui juge que les jeunes filles romanesques vieillissent plus vite que les autres. Une autre sœur de Lucien est morte de maladie quand celui-ci était enfant ; contrairement à Mme Thibault et ses deux autres filles, elle est dépeinte sous un jour beaucoup plus flatteur, celui d’une jeune femme douce qui a appris à lire à Lucien.
Amyntas Pivert est au début du récit substitut du procureur au tribunal d’Yvetot. Cherchant à « gagner un galon », il profite des déboires de Lucien pour intriguer auprès de Me Cressonneau et tenter de se faire nommer juge à sa place. Ce n’est qu’après la démission de Lucien qu’il obtiendra le poste convoité. Chargé de l’arrestation de Fanchette Hulot, il finit par reconnaître l’original de la photographie en la personne de Jeanne après l’intervention de Louaisot de Méricourt. On apprend au cours du livre qu’il a épousé Agatha Desrosiers, l’une des prétendantes de Lucien.
Agathe Desrosiers, Maria Mignet et Sidonie de la Saudraye : les trois candidates retenues par Mme Thibault et ses filles pour épouser Lucien. Si les deux premières écrivent quelques lettres qui seront ajoutées au dossier de Lucien, la troisième est seulement mentionnée par les différents personnages. C’est à travers le récit d’Agathe, « peste assez réussie » d’après Me Cressonneau, que le lecteur apprend l’arrestation de Jeanne. Agathe Desrosiers épousera Amyntas Pivert dans les mois suivant l’arrestation.

## Commentaire
Le Dernier vivant est le troisième et dernier roman de Paul Féval utilisant le thème de la tontine, après Le Jeu de la mort (1850) et Les Revenants (1853).
Jean-Pierre Galvan considère ce roman comme un « chef-d’œuvre du roman d’intrigues criminelles » que « l’habileté de sa narration (…) hisse largement au niveau des Habits Noirs ».
Le thème de la ressemblance trompeuse entre les deux sœurs est inspiré du roman de Wilkie Collins La Femme en blanc (1860), que Lucien mentionne au début du roman.

### Éditions
Du vivant de Paul Féval, le roman est édité deux fois, en 1873 et 1874. Il est ensuite réédité en 2007 par les éditions Alteredit.